# طيور الصفارية
الطُّيُورُ الصُّفَّارِيَّة أو التُّبُشُرِيَّاتِ هي فصيلة تتبعُ رتبة الجَوَاثِمِ، تَضُمُّ 40 نوعًا أشهَرُها التُّبْشُر.

## التصنيف
تضم فصيلة التبشريات طيور التين (figbirds) في جِنس Sphecotheres وطيور الصفارية التي تنتمي إلى العالم القديم في جِنس صفير. وتم اقتراح العديد من الأجناس الأخرى لفصل جِنس Oriolus. على سبيل المثال، النوع الإفريقي أسود الرأس أحيانًا ما يدرج في نوع Baruffius. وفي 2011، الجِنس Turnagra الذي احتوى على النوعين المنقرضين من نيوزيلاندا، piopio، وجِد أنه وضِع في هذه الفصيلة. والعائلة غير مرتبطة بـ طيور صفارية العالم الجديد، التي هي صفراويات (icterid)، من فصيلة Icteridae.

## الوصف
طيور الصفارية وطيور التين هي عصفوريات متوسطة الحجم، حوالي 20–30 سم في الطول، بإناث أصغر قليلاً من الذكور. والمنقار مائل قليلاً ومعقوف، وبخلاف طيور التين، يكون بطول الرأس. وريش معظم الأنواع فاتح ومبهرج، مع العلم بأن الإناث لها عادة ريش أقل إثارة من ريش الذكور، وريش العديد من طيور الصفارية الأسترالية يشابه ريش طائر الراهب (جِنس من آكلي العسل الضخام)، غالبًا لتقليل العدائية تجاه طيور الصفارية الأصغر.

## السلوك والبيئة
طيور الصفارية أحادية الزواج، تتكاثر في أزواج إقليمية (مع العلم بأن طائر التين الأسترالي، وغالبًا طيور التين الأخرى، تتزاوج في مستعمرات)مفككة. ومواقع التعشيش قد تكون مختارة بجانب أنواع عدوانية مثل الدرونجو (drongo)، والدقنوش (shrike)، أو طيور التين، التي ورثت درجة من الحماية. والعش كأس محبوك عميقًا معلق مثل الأرجوحة من غصن. وعادة ما يضعون من بيضتين إلى ثلاث، ولكن تم توثيق حتى ست بيضات.

## التوزيع والموطن
الفصيلة موزعة حول أفريقيا، أوروبا، آسيا، وأستراليا. والأنواع القليلة المعششة باعتدال هي مهاجرة، وبعض الأنواع الاستوائية تظهر تحركات موسمية كذلك.
طيور الصفارية شجرية وتميل إلى التغذية في الظلة. والعديد من الأنواع تقدر على النجاة في الغابات المفتوحة والغابات الخشبية، مع العلم بأن قليلاً منهم مقتصر على الغابات المقفولة. وهي قارت انتهازية، بحمية غذائية أساسها الفاكهة، العوزات، مفصليات الأرجل، والرحيق.

## وصلات خارجية
- [<a href="http://ibc.lynxeds.com/family/orioles-oriolidae">http://ibc.lynxeds.com/family/orioles-oriolidae</a> Oriole videos] on the Internet Bird Collection
- Emily Dickinson, "To hear an Oriole sing" on Wikisource